# Antoni Foz Llaveria
Antoni Foz Llaveria (Vall-de-roures, 18 de febrer de 1930 - Reus, 25 de març de 2020) va ser un polític i atleta que de molt jove va anar a viure a Reus. Era fill d'Antoni Foz Pons, de Vall-de-roures, i de Visitació Llaveria Mas, de Riudecanyes.
Es va iniciar com a nedador al Club Natació Reus Ploms, i l'any 1945 va ser campió juvenil de Catalunya en estil esquena. El 1949 es va dedicar al llançament de pes, i va ser campió de Catalunya júnior i absolut en cinc ocasions durant els anys 1949-1953 i el 1951 va establir el rècord català de la prova. L'any 1949 va ser també campió juvenil en llançament de disc.
L'any 1966 va ser un dels socis fundadors del Club Nàutic de Salou, entitat de la que en va ser president, i que l'any 2011 el va nomenar soci d'honor. Aficionat a la vela, va representar al Club Nàutic en diverses competicions.
També va ser un bon jugador de tennis, i el 1965 era un dels fundadors de Club de Tennis Monterols.
Va ser regidor a l'Ajuntament de Reus des del 1979 al 1991. El seu primer mandat el va obtenir com a regidor d'UCD i els dos següents amb Alianza Popular. Sempre es va presentar com a cap de llista i va obtenir quatre, tres i dos regidors, en els tres mandats. També va ser diputat a la Diputació de Tarragona. L'any 1997, va rebre la medalla  de Forjador de la Història Esportiva de Catalunya.